# FFH-Gebiet Weißes Moor

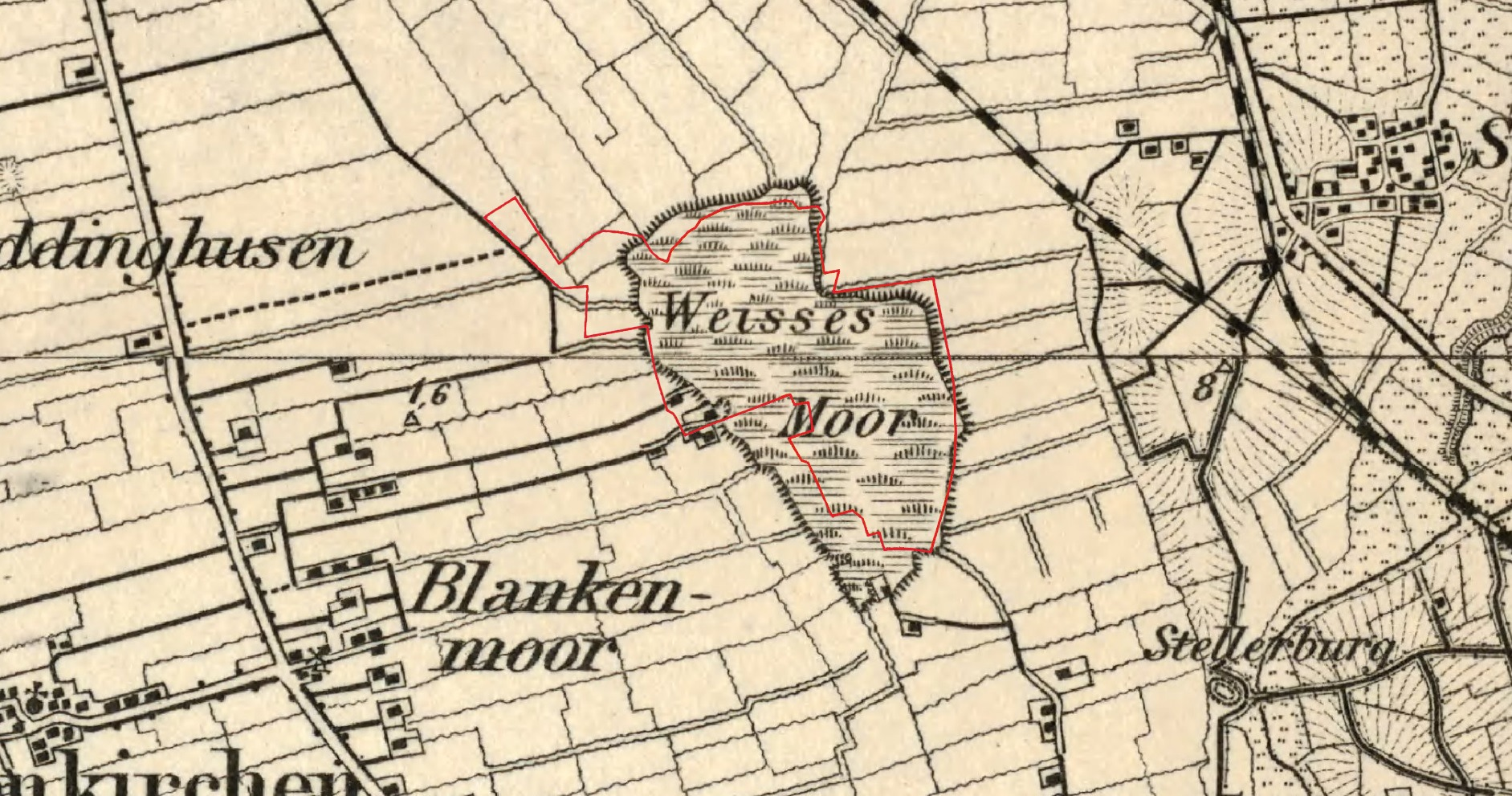
Bild 1: Weißes Moor vor 1893 (heutiges FFH-Gebiet rot umrandet)

Das FFH-Gebiet Weißes Moor ist ein NATURA 2000-Schutzgebiet in Schleswig-Holstein im Kreis Dithmarschen in den Gemeinden Neuenkirchen, Hemme und Stelle-Wittenwurth. Es handelt sich um das letzte erhalten gebliebene Marsch-Moor. Es liegt in der Landschaft Dithmarscher Marsch (Landschafts-ID 68401), die vom Bundesamt für Naturschutz (BfN) aus naturschutzfachlicher Sicht als wenig interessant eingestuft wird. Diese ist wiederum Teil der Naturräumlichen Großregion 2. Ordnung Schleswig-Holsteinische Marschen und Nordseeinseln. Es hat eine Größe von 69 Hektar und grenzt im Osten an die Bundesstraße 5 (B 5) am Schnittpunkt der drei Gemeindegrenzen von Neuenkirchen, Hemme und Stelle-Wittenwurth. Seine größte Ausdehnung liegt mit 1,68 Kilometer in Nordwestrichtung. Die Landschaft im heutigen FFH-Gebiet bildete sich nach der letzten Eiszeit (Holozän) als Niedermoor auf Marschboden und entwickelte sich dann zum Hochmoor. Die höchste Erhebung mit 4 Meter über Normalhöhennull (NHN) liegt im mittleren Bereich, wo das Hochmoor noch vorhanden ist. Von dort fällt es zur Außengrenze auf 2 Meter über NHN ab.
Das FFH-Gebiet ist zu gut zwei Dritteln mit der Lebensraumklasse Moore und Sümpfe bedeckt, der Rest besteht aus Heiden oder Gestrüpp, siehe Diagramm 1. Nach der Karte des Deutschen Reiches, Ausgabe 1893, sind im Weißen Moor keine Torfstiche vorhanden, siehe Bild 1. Erst auf der Deutschlandkarte, Ausgabe 1953-1956, sind um den Kern des Moores herum etliche Torfstiche eingezeichnet.
Das Weiße Moor wird durch mehrere Entwässerungsgräben in westlicher Richtung über den Schülper Kanal in die Tideeider und durch das Eidersperrwerk in die Nordsee entwässert.

## FFH-Gebietsgeschichte und Naturschutzumgebung
Der NATURA 2000-Standard-Datenbogen (SDB) für dieses FFH-Gebiet wurde im Juni 2004 vom Landesamt für Landwirtschaft, Umwelt und ländliche Räume (LLUR) des Landes Schleswig-Holstein erstellt, im September 2004 als Gebiet von gemeinschaftlicher Bedeutung (GGB) vorgeschlagen, im November 2007 von der EU als GGB bestätigt und im Januar 2010 national nach § 32 Absatz 2 bis 4 BNatSchG in Verbindung mit § 23 LNatSchG als besonderes Erhaltungsgebiet (BEG) bestätigt. Der SDB wurde zuletzt im Mai 2019 aktualisiert. Der Managementplan für das FFH-Gebiet wurde im Januar 2010 veröffentlicht.
Das am 3. April 1979 gegründete Naturschutzgebiet Weißes Moor liegt vollständig im FFH-Gebiet Weißes Moor. Das FFH-Gebiet liegt vollständig im Schwerpunktbereich 195 des landesweiten Biotopverbundsystems, es ist weiterhin Teil der Förderprogramme „Weidewirtschaft Moor ohne Düngung“ und „Weidewirtschaft Marsch“.
Mit der Gebietsbetreuung des FFH-Gebietes nach § 20 LNatSchG wurde der Verein für Dithmarscher Landeskunde e.V. durch das LLUR beauftragt.
Das FFH-Gebiet ist wegen fehlender Wege für Besucher nicht zugänglich. Am Südrand befindet sich ein Parkplatz und eine Infotafel des landesweiten Besucher-Informationssystems (BIS). Von dort führt ein 100 Meter langer Weg nach Norden an den Rand des Hochmoores. Dort steht ein Aussichtsturm mit einer weiteren BIS-Tafel, der einen weiten Blick über das Moor gestattet (Lage). Das LLUR hat im November 2005 ein Faltblatt zum NSG Weißes Moor veröffentlicht. Es wird an den Spendern der BIS-Tafeln am Gebietsrand ausgelegt und kann auch im Internet als PDF-Datei heruntergeladen werden.

## FFH-Erhaltungsgegenstand
Laut Standard-Datenbogen vom Februar 2015 sind folgende FFH-Lebensraumtypen (LRT) und Arten für das Gesamtgebiet als FFH-Erhaltungsgegenstände mit den entsprechenden Beurteilungen zum Erhaltungszustand der Umweltbehörde der Europäischen Union gemeldet worden (Gebräuchliche Kurzbezeichnung (BfN)):
FFH-Lebensraumtypen nach Anhang I der EU-Richtlinie:
- 7120 Renaturierungsfähige degradierte Hochmoore (Gesamtbeurteilung B)[19]
- 7140 Übergangs- und Schwingrasenmoore (Gesamtbeurteilung C)[20]

Mehr als die Hälfte des FFH-Gebietes ist ausschließlich mit FFH-Lebensraumtypen der Moore bedeckt. Der Rest ist keinem LRT zugeordnet, siehe Diagramm 2. Eine Karte der FFH-Lebensraumtypen ist nicht im Managementplan enthalten. Die unter dem Titel „Lebensraumtypenkartierung“ erstellte Karte enthält ausschließlich Biotoptypen. Im Nordwesten des FFH-Gebietes befinden sich als Biotoptyp (WM) mesophiles Grünland und eine (AA) Ackerfläche. Im Mai 2015 wurde eine Nachkartierung der FFH-Lebensraum- und Biotoptypen im FFH-Gebiet durchgeführt. Dabei wurde festgestellt, dass sechs Zehntel der Fläche mit FFH-Lebensraumtypen belegt sind, die gleichzeitig den Status von gesetzlich geschützten Biotoptypen haben. Hinzu kommen noch gut 7 % Flächen, die mit gesetzlich geschützten Biotoptypen bedeckt sind, siehe Diagramm 3. Damit weichen die Angaben der Biotopkartierung von Mai 2015 erheblich von denen im SDB vom Mai 2019 ab.

## FFH-Erhaltungsziele
Aus den oben aufgeführten FFH-Erhaltungsgegenständen werden als FFH-Erhaltungsziele von besonderer Bedeutung die Erhaltung folgender Lebensraumtypen und Arten im FFH-Gebiet vom Ministerium für Energiewende, Landwirtschaft, Umwelt und ländliche Räume des Landes Schleswig-Holstein erklärt:
- 7120 Renaturierungsfähige degradierte Hochmoore

Somit wurde die Entwicklung des Hochmoores zum einzigen FFH-Erhaltungsziel von besonderer Bedeutung erklärt.

## FFH-Analyse und Bewertung
Das Kapitel FFH-Analyse und Bewertung im Managementplan beschäftigt sich unter anderem mit den aktuellen Gegebenheiten des FFH-Gebietes und den Hindernissen bei der Erhaltung und Weiterentwicklung der FFH-Lebensraumtypen und Arten. Die Ergebnisse fließen in den FFH-Maßnahmenkatalog ein.
Im FFH-Gebiet hat der LRT 7120 Renaturierungsfähige degradierte Hochmoore im SDB eine gute Gesamtbewertung zugesprochen bekommen, siehe Diagramm 4.
Der größte Eigentümer des FFH-Gebietes ist die Stiftung Naturschutz Schleswig-Holstein (SNSH), siehe Diagramm 5. An der Südspitze und am Westrand sind drei Parzellen in Privatbesitz. Es handelt sich um zwei Grünland- und eine Ackerfläche.
Auf Grund der gegebenen Besitzverhältnisse ist für einen großen Teil der FFH-Gebietsfläche sichergestellt, dass sowohl das Verschlechterungsverbot für FFH-Flächen, als auch die Biotopverordnung eingehalten und durchgesetzt werden. Zur Unterstützung der Maßnahmen zur Erhaltung und Weiterentwicklung des FFH-Gebietes trägt ebenfalls das Bündnis Naturschutz in Dithmarschen e.V. (BNiD) bei. Diesem gehören neben der Stiftung Naturschutz Schleswig-Holstein (SNSH), dem Deich- und Hauptsielverband Dithmarschen und dem Dithmarschen Tourismus e.V. die Gemeinden und Naturschutzverbände sowie viele Privatpersonen in Dithmarschen an.

## FFH-Maßnahmenkatalog
Der FFH-Maßnahmenkatalog im Managementplan führt neben den bereits durchgeführten Maßnahmen geplante Maßnahmen zur Erhaltung und Entwicklung der FFH-Lebensraumtypen im FFH-Gebiet an. Die Maßnahmen sind in einer Maßnahmenkarte sowie zur Maßnahmenverfolgung in einem Maßnahmenblatt eingetragen.
In der Vergangenheit wurden bereits seit den 1980er Jahren alle Entwässerungsgräben im NSG geschlossen. Um den Wasserstand im Moor zu erhöhen, wurden rund um das Hochmoor Verwallungen angelegt und eine Pumpe zur Rückführung abfließenden Wassers in das Moor eingebaut. Nach der Erklärung zum FFH-Gebiet wurden zur Begrenzung des Wasserstandes Überlaufstaue angelegt und Staubretter ins Moor eingebaut. Das Hochmoor wurde regelmäßig von aufkommenden Gehölzen befreit und entkusselt.
Die geplanten Maßnahmen betreffen folgende Schwerpunkte:
- Weitere Verbesserung des Wasserhaushaltes im Hochmoor durch vollständige Verwallung der Hochmoorfläche.
- Zur Sicherung der Walloberfläche jährliche Mahd mit Entfernung des Mähgutes aus dem Gebiet oder Schafbeweidung.
- Einrichtung von Pufferstreifen zu intensiv genutzten Grünland- und Ackerflächen der Umgebung.

Die Maßnahmen im Managementplan beziehen sich nur auf die Flächen der SNSH. Für Maßnahmen auf den Flächen der Privateigentümer sollen diese im Laufe der Jahre gezielt einzeln angesprochen werden, um mit ihnen Maßnahmen über freiwillige Vereinbarungen umzusetzen.

## FFH-Erfolgskontrolle und Monitoring der Maßnahmen
Eine FFH-Erfolgskontrolle und Monitoring der Maßnahmen findet in Schleswig-Holstein alle sechs Jahre statt. Die Ergebnisse des letzten Monitorings wurden bisher nicht veröffentlicht (Stand September 2022).

## Bildergalerie

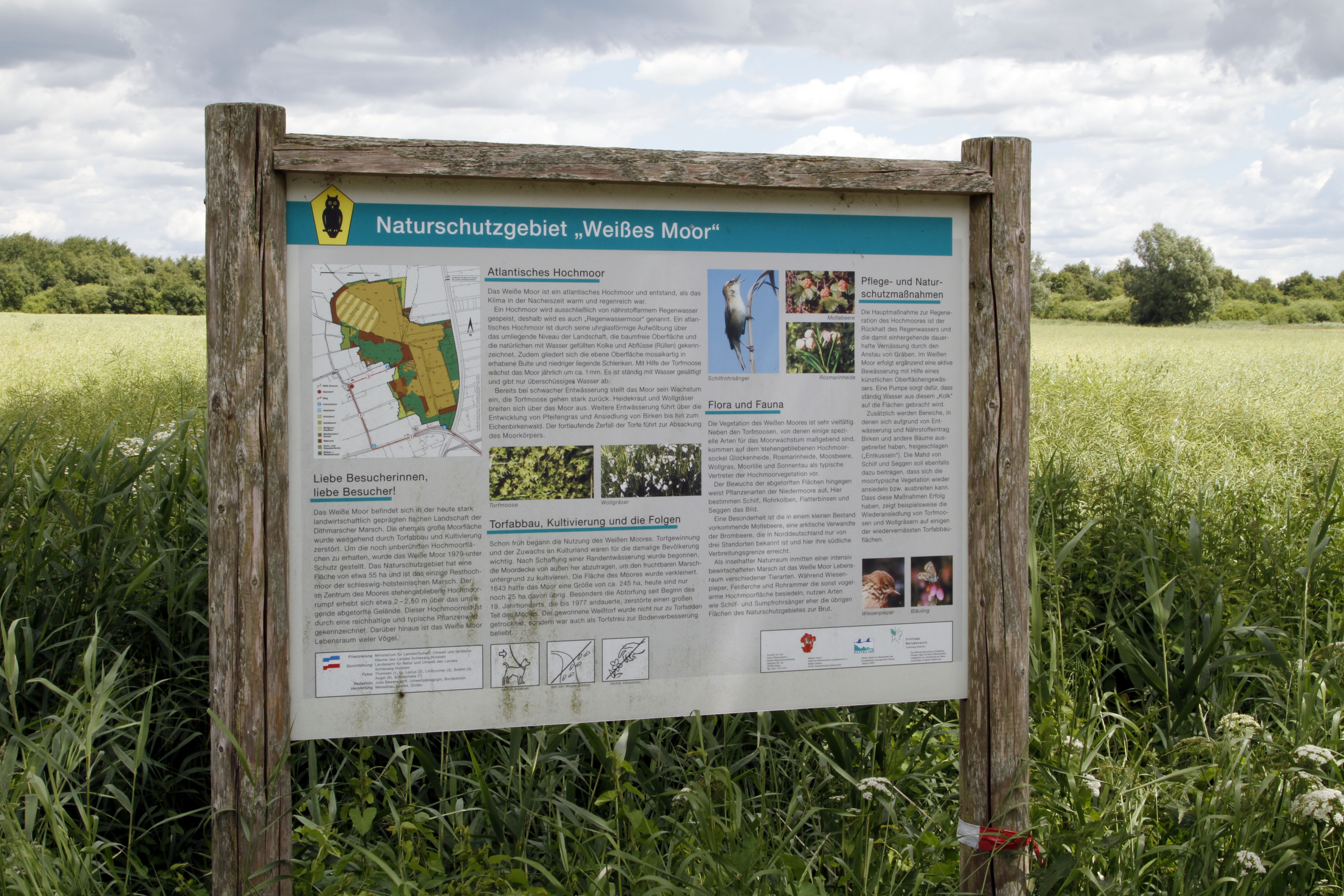
BIS-Tafel Weißes Moor
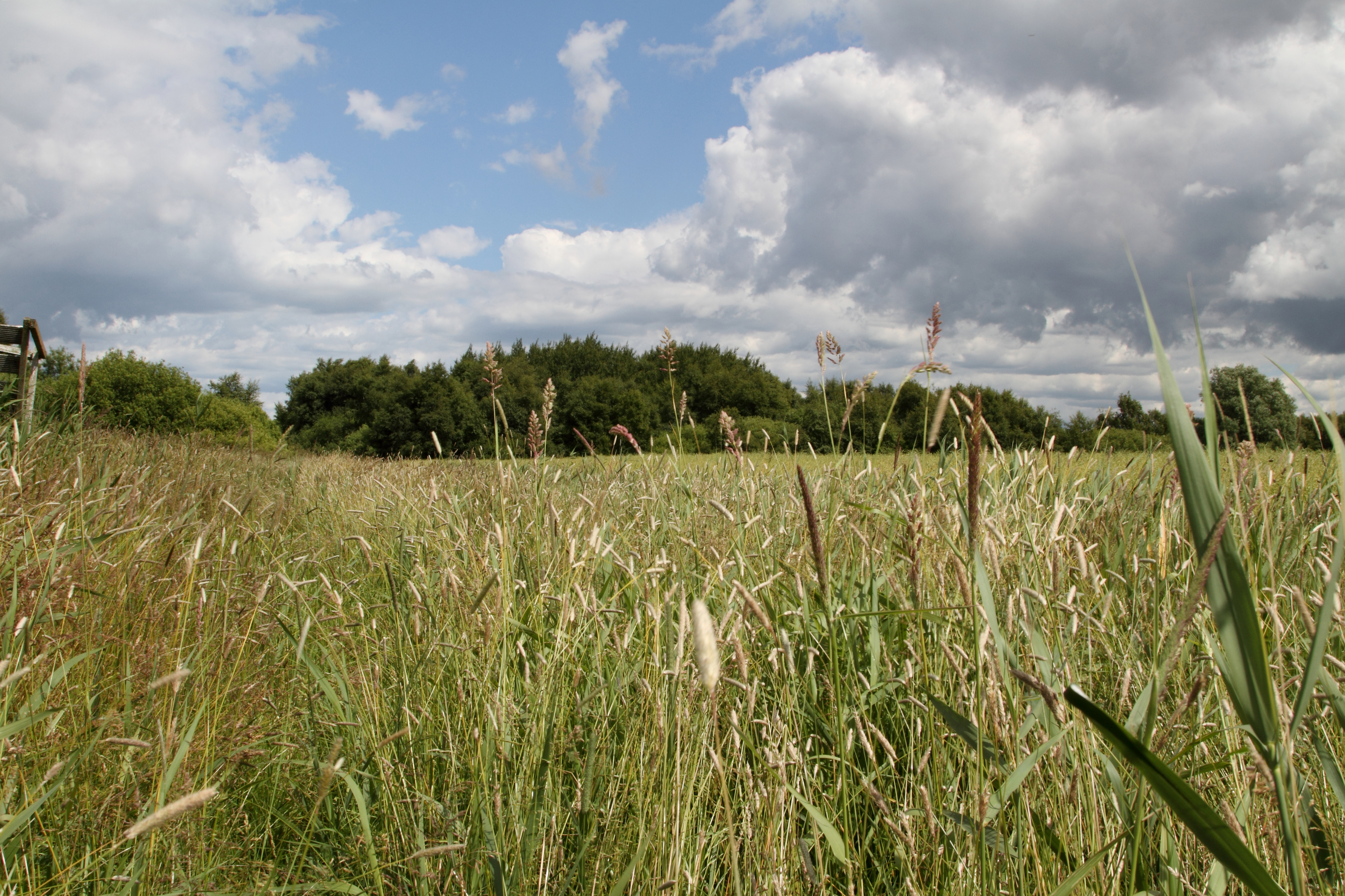
Weißes Moor
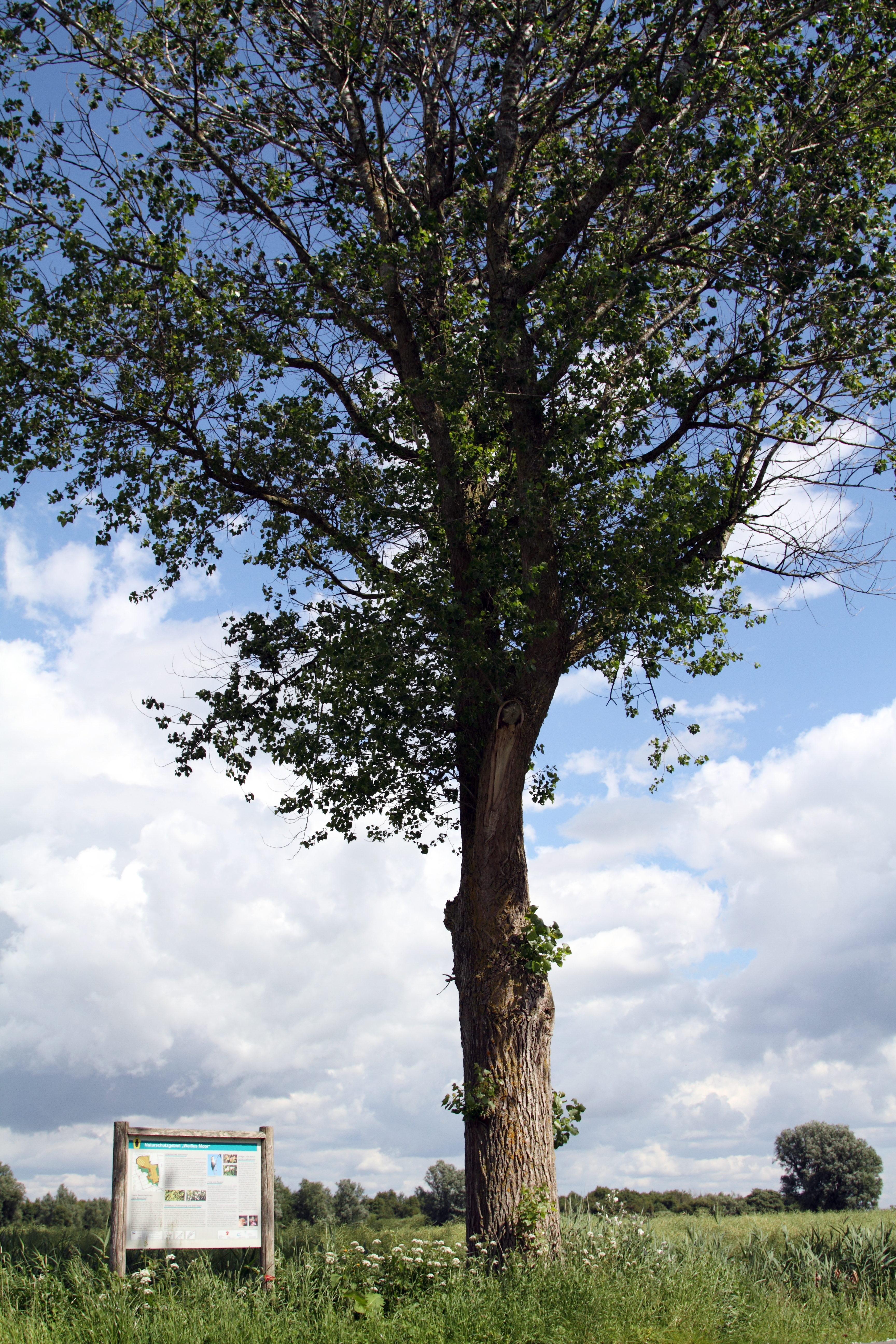
BIS-Tafel Weißes Moor
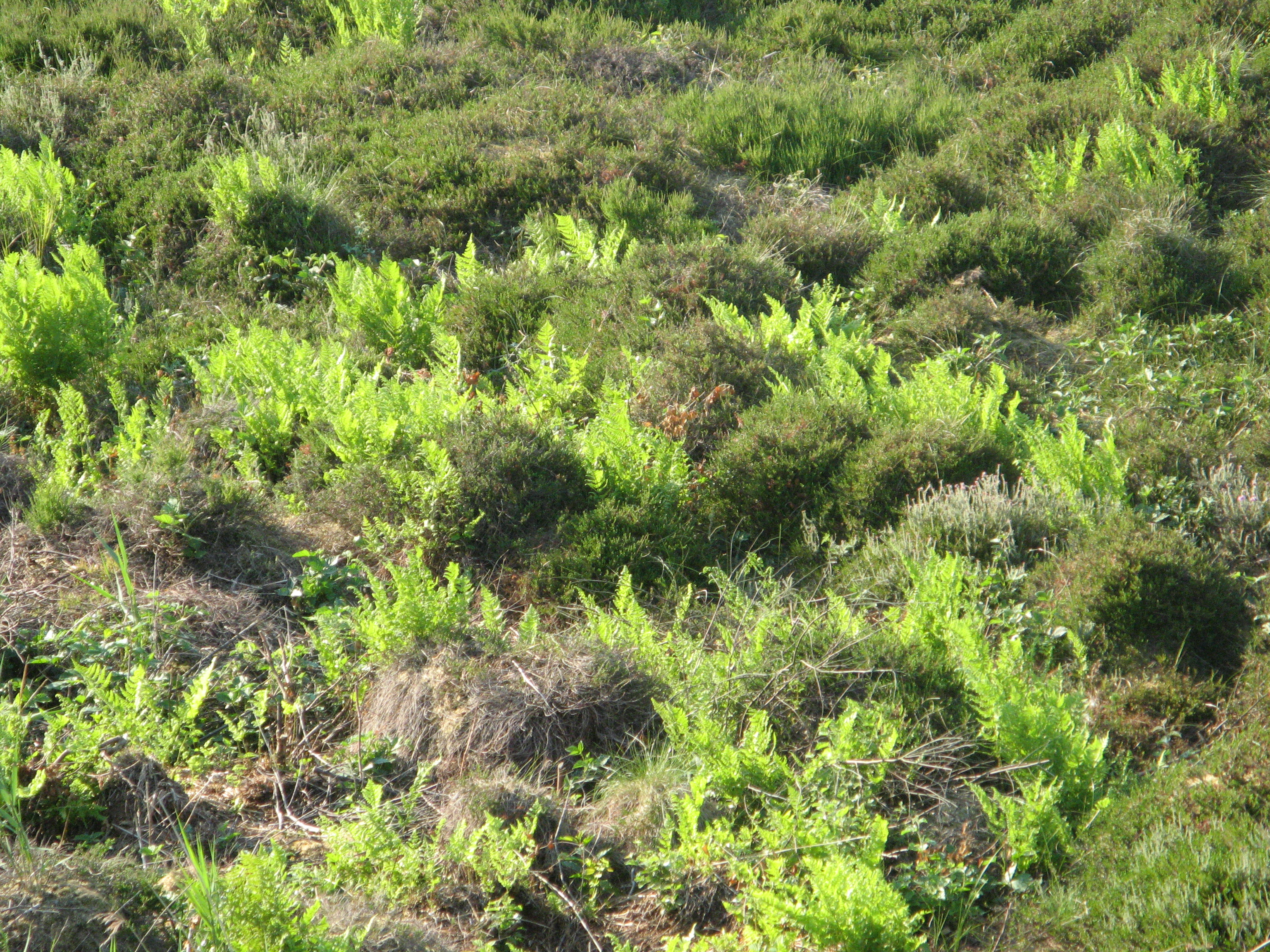
Weißes Moor ganz nah
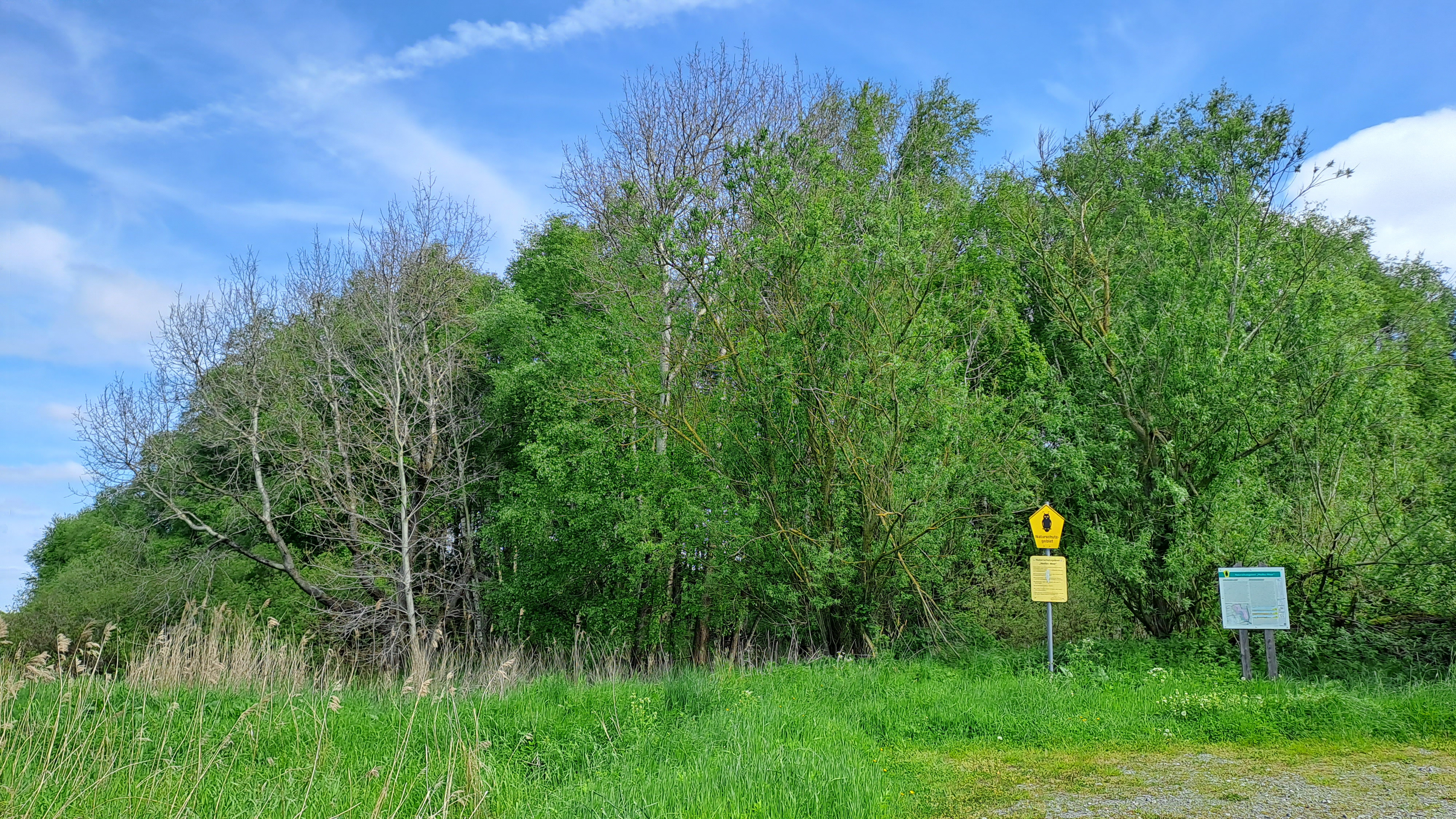
Besucherparkplatz am Südrand des Weißen Moores
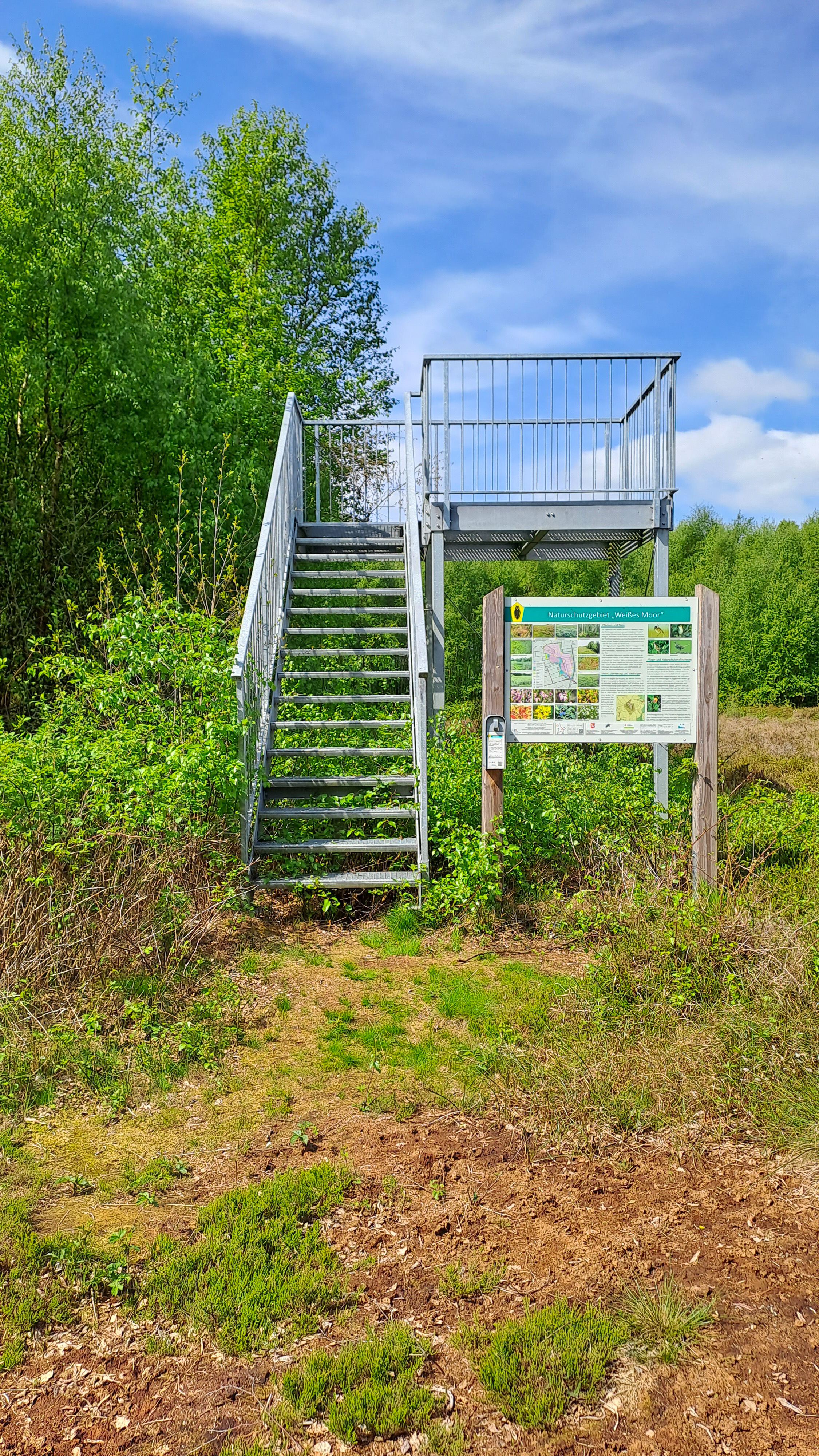
Aussichtsturm am Südrand des Weißen Moores
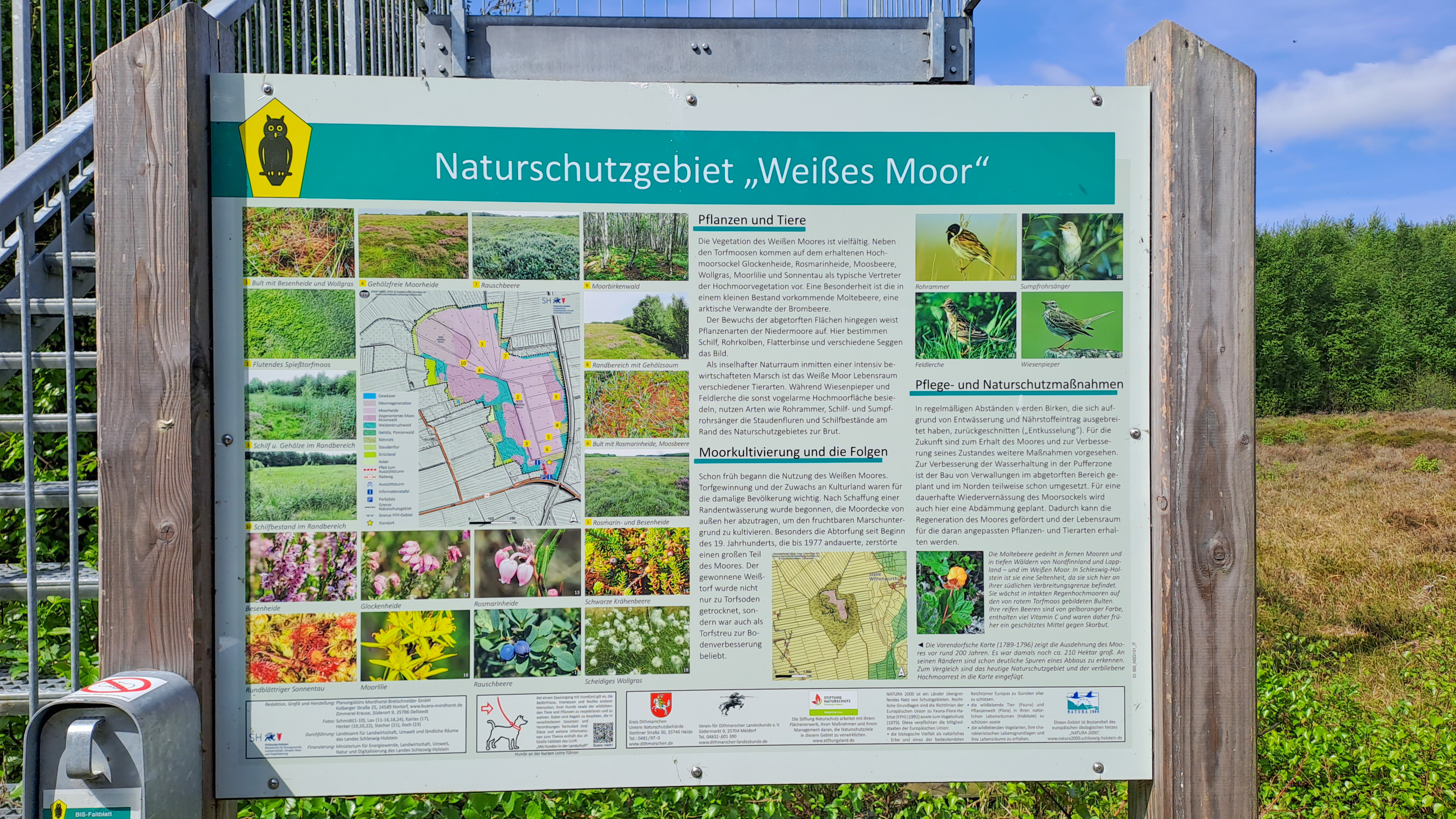
Neue BIS-Tafel am Aussichtsturm im Weißen Moor
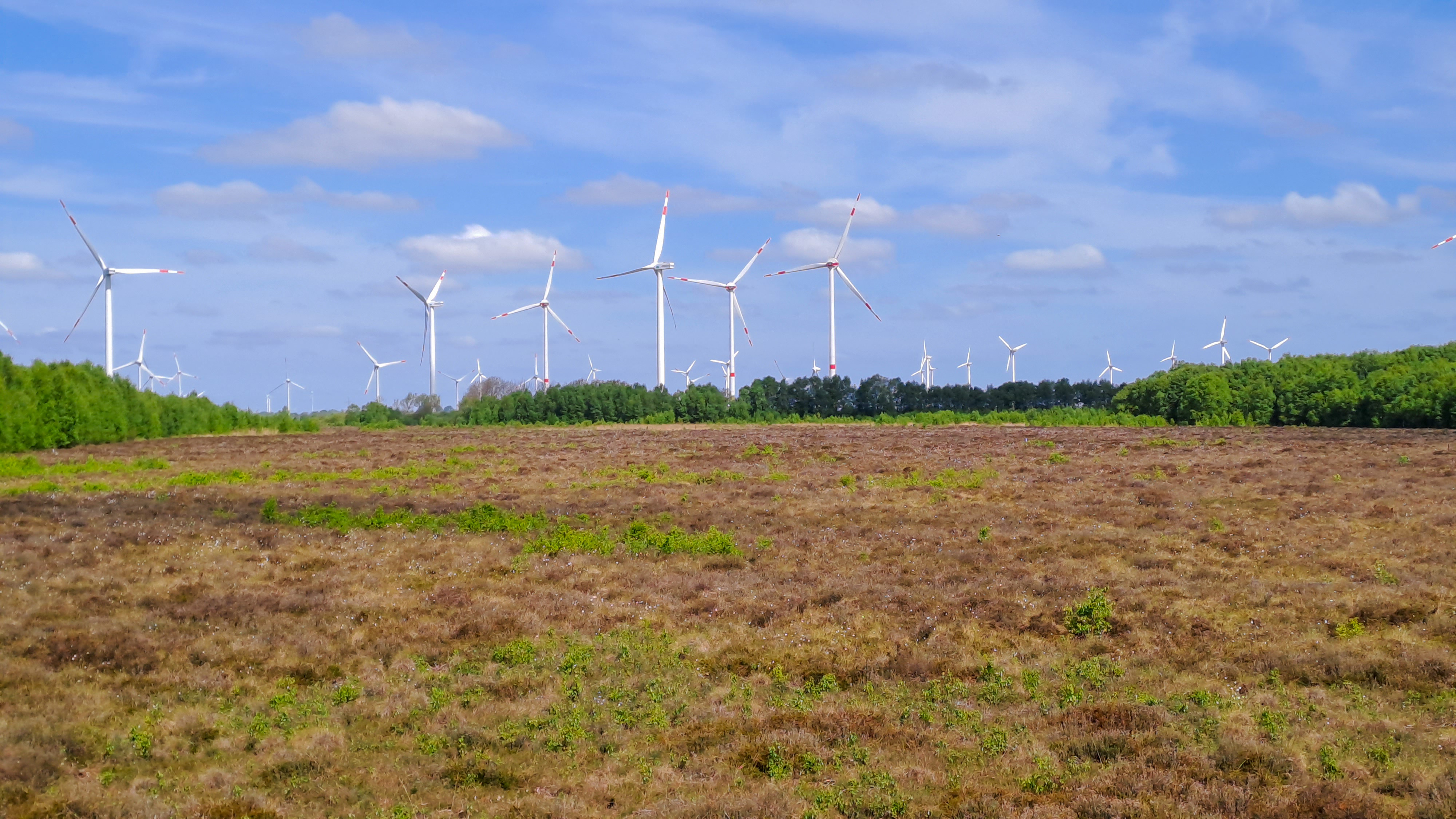
Blick vom Aussichtsturm auf das Weiße Moor